# Gressenwöhr
Gressenwöhr bezeichnet einen Ort im Landkreis Amberg-Sulzbach in der Oberpfalz in Bayern. Heute ist Gressenwöhr ein Ortsteil der Stadt Vilseck. Von 1818 bis zur Gemeindegebietsreform war es eine eigenständige Gemeinde.

## Herkunft des Namens
Bei der Gründung des Ortes im Jahre 1486 hieß Gressenwöhr noch „Crassenwerde“. Im Laufe der Jahrhunderte entwickelte sich der Ortsname dann zu Gressenwöhr.

## Geschichte
1486 gab der bambergische Bischof und Landesherr dem Richter, Forstmeister und Kastner Erhard Steinlinger aus Vilseck die Erlaubnis zur Errichtung eines bischöflichen Lehensgutes „Crassenwerde“ neben der Straße Vilseck-Grafenwöhr.
Als Teil der Reformen, die Anfang des 19. Jahrhunderts in Bayern initiiert wurden, und die als Teil der „Revolution von oben“ bezeichnet wurden, erhielten die dörflichen Gemeinden einerseits eine größere Selbstständigkeit in lokalen Fragen, andererseits wurden sie fiskalisch und rechtlich klarer zugeordnet. Durch das erste bayerische Gemeindeedikt wurde Gressenwöhr 1808 zum Steuerdistrikt und dem Landgericht Amberg und damit dem Naabkreis zugeordnet. Die Gemeindegrenzen sollten genau mit den Steuerdistriktgrenzen übereinstimmen. Zudem wurden einheitliche Kataster geschaffen und die Ämter in Steuerdistrikte eingeteilt. Nach der Auflösung des Naabkreises zugunsten des Mainkreises und des Regenkreises wurde Gressenwöhr 1810 zusammen mit dem Landgericht Amberg dem Regenkreis zugeordnet (ab 1838 Kreis Oberpfalz und Regensburg).
Durch das zweite bayerische Gemeindeedikt, das erstmals die Selbstverwaltung der Gemeinden ermöglichte, wurde der Ort 1818 eine der über 8500 bedingt eigenständigen politischen Gemeinden.
1838 wurde das Landgericht Vilseck gegründet, dem Gressenwöhr zusammen mit den Steuergemeinden Adlholz, Ehenfeld, Gebenbach, Großschönbrunn, Hahnbach, Iber, Irlbach, Langenbruck, Massenricht, Schalkenthan, Schlicht, Seugast, Sigl, Süß und Vilseck zugeordnet und aus dem Landgericht Amberg herausgelöst wurde.
Am 1. April 1971 wurde die Gemeinde Gressenwöhr aufgelöst und in die Stadt Vilseck eingegliedert.